# Campeonato Sudamericano de Natación de 2018
El Campeonato Sudamericano de Primera Fuerza de Deportes Acuáticos 2018; el cual incluye al XLIV Campeonato Sudamericano de Natación 2018 se celebrará en Trujillo, Lima y Callao, Perú del 31 de octubre al 11 de noviembre de 2018, con la participación de 680 deportistas de 12 países en los 5 eventos sudamericanos. Una cantidad de 540 medallas serán repartidas en las diversas competencias comprendidas en este magno evento sudamericano.
La competición será clasificatoria para los Juegos Panamericanos de 2019 contando con el aval de la FINA.

## Resultados

### Eventos masculinos
| Evento             | Oro                                                                         | Oro        | Plata                                                                         | Plata    | Bronce                                                                   | Bronce   |
| ------------------ | --------------------------------------------------------------------------- | ---------- | ----------------------------------------------------------------------------- | -------- | ------------------------------------------------------------------------ | -------- |
| 50 m libre         | Ítalo Duarte · Brasil                                                       | 22.45      | Guido Buscaglia Argentina                                                     | 22.78    | Federico Grabich Argentina                                               | 22.94    |
| 100 m libre        | Breno Correia · Brasil                                                      | 49.19      | João de Lucca · Brasil                                                        | 49.51    | Benjamín Hockin Paraguay                                                 | 49.89    |
| 200 m libre        | Breno Correia · Brasil                                                      | 1:48.24    | João de Lucca · Brasil                                                        | 1:49.12  | Federico Grabich Argentina                                               | 1:49.94  |
| 400 m libre        | Giuliano Rocco · Brasil                                                     | 3:51.53    | Miguel Valente · Brasil                                                       | 3:54.08  | Andy Arteta · Venezuela                                                  | 3:56.49  |
| 800 m libre        | Miguel Valente · Brasil                                                     | 8:01.35    | Giuliano Rocco · Brasil                                                       | 8:03.27  | Joaquín Moreno Argentina                                                 | 8:11.23  |
| 1500 m libre       | Miguel Valente · Brasil                                                     | 15:27.17   | Giuliano Rocco · Brasil                                                       | 15:29.01 | Joaquín Moreno Argentina                                                 | 15:34.91 |
|                    |                                                                             |            |                                                                               |          |                                                                          |          |
| 50 m espalda       | Guilherme Guido · Brasil                                                    | 25.01 RC   | Charles Hockin Paraguay                                                       | 25.70    | Omar Pinzón · Colombia                                                   | 25.99    |
| 100 m espalda      | Guilherme Guido · Brasil                                                    | 54.06      | Omar Pinzón · Colombia                                                        | 55.51    | Nathan Bighetti · Brasil                                                 | 55.64    |
| 200 m espalda      | Nathan Bighetti · Brasil                                                    | 2:00.16    | Matías López Paraguay                                                         | 2:04.23  | Charles Hockin Paraguay                                                  | 2:04.40  |
|                    |                                                                             |            |                                                                               |          |                                                                          |          |
| 50 m pecho         | Felipe Lima · Brasil                                                        | 27.12 RC   | Renato Prono Paraguay                                                         | 27.44    | Jorge Murillo · Colombia                                                 | 27.85    |
| 100 m pecho        | Felipe Lima · Brasil                                                        | 59.87 RC   | Jorge Murillo · Colombia                                                      | 1.01.22  | Carlos Mahecha · Colombia                                                | 1:01.51  |
| 200 m pecho        | Evandro Silva · Brasil                                                      | 2:13.19    | Carlos Mahecha · Colombia                                                     | 2:14.17  | Gabriel Morelli Argentina                                                | 2:14.44  |
|                    |                                                                             |            |                                                                               |          |                                                                          |          |
| 50 m mariposa      | Benjamín Hockin Paraguay                                                    | 23.90      | Pedro Vieira · Brasil                                                         | 23.95    | Santiago Grassi Argentina                                                | 24.05    |
| 100 m mariposa     | Pedro Vieira · Brasil                                                       | 52.53      | Santiago Grassi Argentina                                                     | 52.80    | Roberto Strelkov Argentina                                               | 53.43    |
| 200 m mariposa     | Jonathan Gómez · Colombia                                                   | 1:57.71 RC | Kaio de Almeida · Brasil                                                      | 1:58.41  | Kauê Carvalho · Brasil                                                   | 1:58.99  |
|                    |                                                                             |            |                                                                               |          |                                                                          |          |
| 200 m combinado    | Evandro Silva · Brasil                                                      | 2:00.65    | Ícaro Ludgero · Brasil                                                        | 2:01.23  | Tomás Peribonio · Ecuador                                                | 2:02.64  |
| 400 m combinado    | Tomás Peribonio · Ecuador                                                   | 4:22.79    | Ícaro Ludgero · Brasil                                                        | 4:23.70  | Santiago Bergliafa Argentina                                             | 4:24.28  |
|                    |                                                                             |            |                                                                               |          |                                                                          |          |
| 4x100 m. libre     | Brasil · João de Lucca · Giuliano Rocco · Ítalo Duarte · Breno Correia      | 3:19.95    | Argentina Guido Buscaglia Roberto Strelkov Lautaro Rodríguez Federico Grabich | 3:20.54  | Colombia · Esnáider Reales · Omar Pinzón · Carlos Mahecha · David Arias  | 3:27.09  |
| 4x200 m. libre     | Brasil · Giuliano Rocco · Joao de Lucca · Kauê Carvalho · Breno Correia     | 7:22.97 RC | Argentina Lautaro Rodríguez Joaquín Moreno Gonzalo Garay Federico Grabich     | 7:33.96  | Colombia · Juan Morales · Esnáider Reales · Jonathan Gómez · David Arias | 7:37.53  |
| 4x100 m. combinado | Brasil · Guilherme Guido · Raphael Rodrigues · Pedro Vieira · Breno Correia | 3:39.54    | Argentina Agustín Hernández Gabriel Morelli Santiago Grassi Federico Grabich  | 3.41.49  | Colombia · Omar Pinzón · Jorge Murillo · Esnáider Reales · David Arias   | 3:42.13  |
|                    |                                                                             |            |                                                                               |          |                                                                          |          |

### Eventos femeninos
| Evento             | Oro                                                                                  | Oro         | Plata                                                                               | Plata    | Bronce                                                                           | Bronce   |
| ------------------ | ------------------------------------------------------------------------------------ | ----------- | ----------------------------------------------------------------------------------- | -------- | -------------------------------------------------------------------------------- | -------- |
| 50 m libre         | Daynara de Paula · Brasil                                                            | 25.70       | Julieta Lema Argentina                                                              | 25.82    | Karen Torrez · Bolivia                                                           | 25.94    |
| 100 m libre        | Daynara de Paula · Brasil                                                            | 56.41       | Rafaela Raurich · Brasil                                                            | 57.26    | Julieta Lema Argentina                                                           | 57.28    |
| 200 m libre        | Delfina Pignatiello Argentina                                                        | 2:00.22     | Rafaela Raurich · Brasil                                                            | 2.00.50  | María Álvarez · Colombia                                                         | 2:02.67  |
| 400 m libre        | Delfina Pignatiello Argentina                                                        | 4:11.95     | Gabrielle Roncatto · Brasil                                                         | 4:16.54  | Delfina Dini Argentina                                                           | 4:17.76  |
| 800 m libre        | Delfina Pignatiello Argentina                                                        | 8:41.86     | Delfina Dini Argentina                                                              | 8:47.60  | María Bramont-Arias · Perú                                                       | 8:49.63  |
| 1500 m libre       | Kristel Köbrich · Chile                                                              | 16:10.93 RC | Delfina Pignatiello Argentina                                                       | 16:25.39 | María Bramont-Arias · Perú                                                       | 16:44.16 |
|                    |                                                                                      |             |                                                                                     |          |                                                                                  |          |
| 50 m espalda       | Andrea Berrino Argentina                                                             | 28.98       | Mayerly Escalante · Venezuela                                                       | 29.44    | Fernanda Goeij · Brasil                                                          | 29.52    |
| 100 m espalda      | Andrea Berrino Argentina                                                             | 1:01.94     | Fernanda Goeij · Brasil                                                             | 1:03.20  | Andrea Hurtado · Perú                                                            | 1:04.25  |
| 200 m espalda      | Andrea Berrino Argentina                                                             | 2:13.83     | Florencia Perotti Argentina                                                         | 2:15.77  | Fernanda Goeij · Brasil                                                          | 2:16.25  |
|                    |                                                                                      |             |                                                                                     |          |                                                                                  |          |
| 50 m pecho         | Jhennifer Conceição · Brasil                                                         | 31.29 RC    | Julia Sebastián Argentina                                                           | 31.74    | Macarena Ceballos Argentina                                                      | 32.10    |
| 100 m pecho        | Macarena Ceballos Argentina                                                          | 1:08.25     | Julia Sebastián Argentina                                                           | 1:08.43  | Jhennifer Conceição · Brasil                                                     | 1:09.67  |
| 200 m pecho        | Julia Sebastián Argentina                                                            | 2:26.54 RC  | Macarena Ceballos Argentina                                                         | 2:31.25  | Pãmela Alencar · Brasil                                                          | 2:31.74  |
|                    |                                                                                      |             |                                                                                     |          |                                                                                  |          |
| 50 m mariposa      | Daynara de Paula · Brasil                                                            | 27.05       | Giovanna Diamante · Brasil                                                          | 27.21    | Macarena Ceballos Argentina                                                      | 27.40    |
| 100 m mariposa     | Giovanna Diamante · Brasil                                                           | 59.66       | Daynara de Paula · Brasil                                                           | 1:00.73  | Virginia Bardach María Belén Díaz Argentina                                      | 1:01:78  |
| 200 m mariposa     | Virginia Bardach Argentina                                                           | 2:10.80     | Giovanna Diamante · Brasil                                                          | 2:12.78  | Nathália Almeida · Brasil                                                        | 2:18.05  |
|                    |                                                                                      |             |                                                                                     |          |                                                                                  |          |
| 200 m combinado    | Gabrielle Roncatto · Brasil                                                          | 2.15.26     | Virginia Bardach Argentina                                                          | 2:15.27  | Florencia Perotti Argentina                                                      | 2:16.87  |
| 400 m combinado    | Virginia Bardach Argentina                                                           | 4:43.82     | Gabrielle Roncatto · Brasil                                                         | 4:48.25  | Florencia Perotti Argentina                                                      | 4:48.27  |
|                    |                                                                                      |             |                                                                                     |          |                                                                                  |          |
| 4x100 m. libre     | Brasil · Rafaela Raurich · Daynara de Paula · Graciele Herrmann · Gabrielle Roncatto | 3:46.91     | Argentina Julieta Lema Andrea Berrino Delfina Pignatiello Macarena Ceballos         | 3:48.75  | Colombia · Valentina Becerra · Daniela Gutiérrez · Karen Durango · María Álvarez | 3:55.16  |
| 4x200 m. libre     | Argentina Delfina Pignatiello Virginia Bardach Delfina Dini Andrea Berrino           | 8:09.83     | Brasil · Rafaela Raurich · Aline Rodrigues · Giovanna Diamante · Gabrielle Roncatto | 8:09.99  | Perú · Andrea Cedrón · María Bramont-Arias · Jessica Cattaneo · Camila Quineche  | 8:31.18  |
| 4x100 m. combinado | Brasil · Fernanda Goeij · Jhennifer Conceição · Giovanna Diamante · Daynara de Paula | 4:07.54     | Argentina Andrea Berrino Macarena Ceballos Virginia Bardach Julieta Lema            | 4:10.15  | Perú · Andrea Hurtado · Paula Tamashiro · Mariagracia Torres · Jessica Cattaneo  | 4:21.85  |
|                    |                                                                                      |             |                                                                                     |          |                                                                                  |          |

### Eventos mixtos
| Evento             | Oro                                                                         | Oro        | Plata                                                                       | Plata   | Bronce                                                                         | Bronce  |
| ------------------ | --------------------------------------------------------------------------- | ---------- | --------------------------------------------------------------------------- | ------- | ------------------------------------------------------------------------------ | ------- |
| 4x100 m. libre     | Brasil · Breno Correia · João de Lucca · Daynara de Paula · Rafaela Raurich | 3:30.81 RC | Argentina Guido Buscaglia Federico Grabich Andrea Berrino Julieta Lema      | 3:32.81 | Colombia · Esnáider Reales · María Álvarez · Daniela Gutiérrez · David Arias   | 3:39.63 |
| 4x100 m. combinado | Brasil · Guilherme Guido · Felipe Lima · Felipe Lima · Rafaela Raurich      | 3:51.05 RC | Argentina Andrea Berrino Macarena Ceballos Santiago Grassi Federico Grabich | 3:54.26 | Colombia · Omar Pinzón · Jorge Murillo · Valentina Becerra · Daniela Gutiérrez | 3:55.30 |

- RN Récord nacional para su país.
- RC Récord de la historia del campeonato.

## Medallero
- País local resaltado

| Núm. | País      | Oro | Plata | Bronce | Total |
| ---- | --------- | --- | ----- | ------ | ----- |
| 1    | Brasil    | 27  | 18    | 7      | 52    |
| 2    | Argentina | 11  | 17    | 16     | 44    |
| 3    | Colombia  | 1   | 3     | 10     | 24    |
| 4    | Paraguay  | 1   | 3     | 2      | 6     |
| 5    | Ecuador   | 1   | 0     | 1      | 2     |
| 6    | Chile     | 1   | 0     | 0      | 4     |
| 7    | Venezuela | 0   | 1     | 1      | 2     |
| 8    | Perú      | 0   | 0     | 5      | 5     |
| 9    | Bolivia   | 0   | 0     | 1      | 1     |